# Tibet: A Political History
Tibet: A Political History est une histoire générale sur le Tibet écrite par Tsepon W. D. Shakabpa et publiée en 1967. Turrell Wylie qui en a écrit la préface en fut rédacteur et co-auteur anonyme. L'ouvrage est interdit en république populaire de Chine.

## Présentation
L'auteur, W. D. Shakabpa, né à Lhassa, fut le secrétaire d'État aux Finances du Tibet de 1930 à 1950, puis en exil, le représentant officiel du dalaï-lama à New Delhi jusqu'en 1966.
Se fondant sur des documents tibétains originaux, des archives gouvernementales et des chroniques anciennes, il donne un compte rendu complet de la nation tibétaine depuis le début de sa civilisation, remontant au roi Nyatri Tsenpo dont le règne débuta en l'an -127 au IIe siècle av. J.-C., jusqu'à l'Intervention militaire chinoise au Tibet de 1950, l'exode tibétain de 1959 à travers l'Himalaya et ce que Donald S. Zagoria (en) appelle l'occupation chinoise actuelle.
Potala Publishers l'a rééditée en format de poche en 1984.
Tibet: A Political History a été publié chez Yale University Press en 1967. Après une mise à jour substantielle du contenu, l'auteur a publié une édition en tibétain à New Delhi en Inde en 1976. Le professeur Derek F. Maher a traduit l'édition tibétaine mise à jour en anglais et l'a publiée en deux volumes chez Brill Publishers en 2009. Ce livre relate l'histoire du Tibet depuis les temps anciens jusqu'à l'exil du dalaï-lama en Inde dans les années 1960. Il couvre les aspects sociaux, politiques, ethniques, religieux, culturels et frontaliers du Tibet et est largement apprécié par les savants tibétains. La traduction chinoise de ce livre a été publiée en 1992. Le livre est interdit en Chine continentale et est seulement distribué comme référence interne,,,.

## Accueil critique
En 1986, elle était selon Melvyn C. Goldstein la meilleure histoire générale du Tibet alors disponible.
Cette histoire du Tibet, la première écrite par un Tibétain pour des non-Tibétains reste pour Derek Maher l'expression la plus approfondie en anglais du genre, jusqu'à la publication de One Hundred Thousand Moons, le second livre de W. D. Shakabpa traduit en anglais depuis le tibétain en 2010.
Le professeur Donald S. Zagoria, expert en Asie de l'université Columbia, a fait l'éloge du livre, le décrivant comme une source fondamentale pour les étudiants des affaires asiatiques
Françoise Pommaret, directeur au CNRS le qualifie de monument historique.
Le professeur Premen Addy, un expert en histoire asiatique au Kellogg College, université d'Oxford, a également fait l'éloge du livre comme un ouvrage de référence indispensable.
De nombreux tibétologues chinois ont critiqué ce livre.
Le professeur John Powers de l'université nationale australienne estime que le gouvernement de la République populaire de Chine et le gouvernement tibétain en exil se disputent le récit de l'histoire tibétaine, ce livre et les universitaires occidentaux qui soutiennent les vues de ce livre sont les cibles clés de la critique en Chine.
Pour Françoise Aubin, cette histoire du Tibet est proche de celle écrite plus tard par Michael van Walt van Praag dans The Status of Tibet. Bien qu'il comporte certaines inexactitudes et qu'il ait été attaqué par certains Tibétains pour ne pas dépeindre un passé tout en rose, l'ouvrage de Shakabpa offre une vision tibétaine des événements et son auteur est un des rares à avoir pu s'appuyer sur des archives du gouvernement tibétain pour la période charnière allant de la République de Chine à l'avènement de la République populaire de Chine.
En 2007, le tibétologue Gray Tuttle affirme que le livre de Shakabpa, tout comme The Status of Tibet de Michael van Walt van Praag, est essentiellement de la propagande à l'instar de celle produite par la République populaire de Chine, dont Le Statut du Tibet de Chine dans l'histoire : « eux aussi s'efforcent de convaincre le lecteur de la validité d'une certaine perspective historique, souvent en mettant sous le boisseau des éléments pertinents qui vont à l'encontre de leur argumentation, en l'occurrence en faveur de l’indépendance historique du Tibet. En fait, l'historiographie associée à l'affirmation "Le Tibet fait partie de la Chine" et celle associée à la contre-affirmation de l'« indépendance tibétaine » plaquent toutes deux des notions anachroniques d'États-nations et même de droit international sur le passé. ».